# Zac Farro
Zachary Wayne Farro (ur. 4 czerwca 1990 r. w Voorhees w stanie New Jersey) – amerykański muzyk, perkusista w zespole Paramore od 2004 roku do 2010 oraz od 2017. Jego starszy brat, Josh Farro, również grał w zespole jako gitarzysta.  Wraz ze swoim przyjacielem Jasonem Clarkiem założył zespół Half Noise. 

## Życie osobiste
Zac jest środkowym dzieckiem z pięciorga rodzeństwa (Nate, Joshua, Zac, Jonathan, Isabelle). Jest włoskiego pochodzenia. Zac zaczął grać na perkusji w wieku dziewięciu lat. Miał jedenaście lat, kiedy zaczął grać na swoim pierwszym zestawie perkusyjnym. Zac obecnie mieszka w Nashville, TN.

## Inspiracje
Do jego ulubionych zespołów należą: Radiohead, The National, Mew, Sigur Rós, Yann Tiersen oraz múm. Na Zaca mieli wpływ: Dave Grohl (były perkusista Nirvany i obecny wokalista i gitarzysta Foo Fighters i perkusista Them Crooked Vultures), William Goldsmith (były perkusista Sunny Day Real Estate i Foo Fighters). Podczas występów na żywo z Paramore Zac najbardziej lubił wykonywać utwory: „My Heart” i „For a Pessimist, I'm Pretty Optimistic”. W teledysku Perkusja Gretsch Zac stwierdził, że lubi grać „Decode” i „Let The Flames Begin”.

## Paramore
Farro był członkiem założycielem Paramore, który został stworzony we Franklin, Tennessee w 2004 roku. Początkowymi członkami zespołu byli: Hayley Williams (wokal / klawisze), jego brat Josh Farro (gitara / wokal) i Jeremy Davis (bas). Jeremy Davis przyznał, że początkowo nie był pewien czy zespół może być traktowany poważnie ze względu na młody wiek Zaca, zmienił zdanie, gdy zobaczył jak gra na perkusji. Zespół wydał trzy albumy studyjne: All We Know Is Falling, Riot! i Brand New Eyes, jak również dwa albumy koncertowe i jedną EP. Brand New Eyes, ich trzeci album, został wydany 29 września 2009 roku. W czerwcu 2009 roku do zespołu dołączył Taylor York (gitara rytmiczna), długoletni przyjaciel braci Farro i który wcześniej grał z nimi jako członek tournée. W dniu 18 grudnia 2010 roku na stronie internetowej paramore.com bracia Farro ogłosili, że odchodzą z zespołu. W dniu 21 grudnia 2010 Josh Farro wydał oficjalne oświadczenie, dlaczego on i jego brat odeszli z Paramore. W 2016 podczas nagrywania szóstego albumu After Laughter pozostali członkowie zaczęli udostępniać wspólne zdjęcia z Farro. Początkowo przyznał, że jedynie pomaga nagrywać perkusję na nowy krążek. 2 lutego oficjalnie ogłoszono powrót Zaca do zespołu. 12 maja trio wydało album After Laughter. 

## Half Noise
Dwa dni po opuszczeniu Paramore Zac stworzył swój własny projekt Tunnel, wydając nową piosenkę „Hide Your Eyes”. Zespół zmienił swoją nazwę na Half Noise ze względu na istnienie już zespołu o takiej samej nazwie. Zespół tworzą Zac Farro (perkusja, wokal) i Jason Clark (gitara, wokal).

## Novel American
Josh Farro po jego odejściu z Paramore założył zespół Novel American z byłych członków zespołu Cecil Adora: Vana Beasleya, Ryana Clarka i Tylera Warda. Krótko po jego odejściu z Paramore grupa ogłosiła wydanie EP.
22 lutego 2011, zespół ogłosił, że Zac Farro zastąpi Tylera Warda na perkusji.

## Solowe projekty
Zac wraz ze swoim bratem Joshem tworzył swoje solowe projekty. Te piosenki nigdy nie znalazły się na żadnej płycie. Do utworów należą:
- Far
- Kings
- Nothing New
- Worry